# 加群の局所化
可換環論や代数幾何学において、加群の局所化 (localization of a module) は環上の加群に分母を導入する構成である。正確には、与えられた加群 M から代数的分数
{\displaystyle {\frac {m}{s}}}
を含む新しい加群 S−1M を構成する系統的な方法である。ここで分母の s は R のある与えられた部分集合 S を動く。
この技術は、特に代数幾何学において、加群と層論との関係のように、基本的となっている。加群の局所化は環の局所化を一般化する。

## 定義
この記事において、R は単位元 1 をもつ可換環、M は R 加群とする。
S を R の積閉集合とする、すなわち 1 ∈ S であり、任意の s, t ∈ S に対し、積 st も S の元であるとする。すると S についての M の局所化 (localization) は、S−1M と表記され、次のような加群として定義される。集合としては、対 (m, s) の同値類からなる、ただし m ∈ M, s ∈ S であり、2つのそのような対 (m, s), (n, t) は、ある元 u ∈ S が存在して
u(sn − tm) = 0
となるときに同値であると考える。この同値類を
{\displaystyle {\frac {m}{s}}}
と表すのが一般的である。
この集合を R 加群にするために、
{\displaystyle {\frac {m}{s}}+{\frac {n}{t}}:={\frac {tm+sn}{st}}}
および a ∈ R に対し
{\displaystyle a\cdot {\frac {m}{s}}:={\frac {am}{s}}}
と定義する。定義が well-defined であること、すなわち分数の代表系の取り方に依らずに結果が定まることは直ちに確認できる。同値関係の1つの興味深い特徴づけは、S の元に対して消約律が成り立つような最小の関係（集合と考えて）であるというものである。つまり、すべての s ∈ S に対して rs/us = r/u が成り立つような最小の関係なのである。
1つの場合が特に重要である。S が素イデアル p ⊂ R の補集合（これは素イデアルの定義によって積閉である）であれば、局所化は {\displaystyle (R\setminus {\mathfrak {p}})^{-1}M} の代わりに Mp と書かれる。加群 M の台 は Mp ≠ 0 なる素イデアル p 全体の集合である。M を R のスペクトルから R 加群への関数
{\displaystyle {\mathfrak {p}}\mapsto M_{\mathfrak {p}}}
と見て、この対応は関数の台である。素イデアルにおける加群の局所化は加群の「局所的な性質」を反映してもいる。特に、より一般の状況が局所化された加群についての主張に帰着できる場合が多くある。というのも、R 加群 M が自明であることとそのすべての素イデアルあるいは極大イデアルにおける局所化が自明であることは同値なのである。

## 注意
- 定義は特に M = R の場合にも適用でき、環の局所化 S−1R となる。

- R 加群準同型

φ: M → S−1M,　φ(m) = m / 1
が存在する。ここで φ は一般に単射とは限らない。有意な捩れがあるかもしれないからである。上の同値関係の定義に現れた付加的な u を落とすことは、加群が捩れなしでない限り、できない（さもなくば関係は推移的でなくなってしまう）。
- 積閉とは限らない集合 S を許しこの状況でも局所化を定義する著者もいる。しかしながら、そのような集合を saturate すれば、すなわち、1 とすべての元の有限個の積を添加すれば、上の定義に帰着する。

## テンソル積による解釈
加群の局所化は、標準的な写像によって環の局所化とのテンソル積と同型である。
S−1M ≅ S−1R ⊗R M
局所化をこのように考えることはしばしば係数拡大と呼ばれる。
テンソル積として、局所化は通常の普遍性を満たす。

## 平坦性
定義から、加群の局所化は完全関手であること、言い換えると（テンソル積で読み替えて）S−1R が R 上の平坦加群であることが分かる。この事実は、特に開集合 Spec(S−1R) の Spec(R) の中への包含（環のスペクトルを参照）は平坦射であると言うことで、代数幾何学で平坦性を使うのに基本的である。

## （準）連接層
加群の局所化のことばで、局所環付き空間上の準連接層と連接層を定義することができる。代数幾何学では、スキーム X に対する準連接 OX 加群は任意の R 加群 M の局所化の Spec(R) 上の層に局所的にモデルされた加群である。連接 OX 加群は R 上の有限表示加群に局所的にモデルされたそのような層である。

## 注
1. ↑  Eisenbud 1995, p. 59.
2. ↑  Rotman 2010, p. 889, Proposition 10.28.
3. ↑  局所化 φ: M → S−1M の核は {\displaystyle \textstyle \bigcup _{s\in S}\{\,m\in M\mid sm=0\,\}} である[2]。
4. ↑  Eisenbud 1995, p. 65, Lemma 2.4.

### 局所化
Category:局所化
- 局所解析（英語版）
- 局所化 (代数学)（英語版）
- 圏の局所化（英語版）
- 環の局所化
- 位相空間の局所化（英語版）